# Đại dịch COVID-19 tại Samoa thuộc Mỹ
Đại dịch COVID-19 được xác nhận là đã đến lãnh thổ chưa hợp nhất của Hoa Kỳ Samoa thuộc Mỹ vào ngày 9 tháng 11 năm 2020.

## Bối cảnh
Vào ngày 12 tháng 1 năm 2020, Tổ chức Y tế Thế giới (WHO) xác nhận rằng coronavirus mới là nguyên nhân gây ra bệnh đường hô hấp ở một nhóm người ở thành phố Vũ Hán, tỉnh Hồ Bắc, Trung Quốc và đã được báo cáo cho WHO vào ngày 31 tháng 12 năm 2019.
Tỷ lệ ca tử vong đối với COVID-19 thấp hơn nhiều so với đại dịch SARS năm 2003, nhưng tốc độ truyền bệnh cao hơn đáng kể cùng với tổng số người chết cũng đáng kể.

## Dòng thời gian

### Tháng 3 năm 2020
Vào ngày 6 tháng 3, chính phủ Samoa thuộc Mỹ đã đưa ra các hạn chế nhập cảnh mới bao gồm hạn chế số chuyến bay và yêu cầu du khách từ Hawaii phải ở Hawaii 14 ngày và phải được cơ quan y tế kiểm tra sức khỏe. On 11 March, a government task-force was set up to deal with the virus and quarantining measures have been put in place for incoming visitors. Vào ngày 14 tháng 3, một nửa trong số 210 hành khách trên chuyến bay trở về của hãng Hawaiian Airlines được yêu cầu tự cách ly tại nhà. Sau một chuyến đi đến đất liền Hoa Kỳ, Thống đốc Lolo Matalasi Moliga đã tự cách ly như một biện pháp phòng ngừa vào ngày 16 tháng 3.
Vào ngày 26 tháng 3, Iulogologo Joseph Pereira, trợ lý điều hành của Thống đốc Samoa thuộc Mỹ và là người đứng đầu lực lượng đặc nhiệm COVID-19 của vùng lãnh thổ, thừa nhận rằng vùng lãnh thổ này không có cơ sở để kiểm tra các mẫu COVID-19, phải dựa vào các cơ sở xét nghiệm ở Atlanta, Georgia.

### Tháng 4 năm 2020
Vào ngày 19 tháng 4, Tổng thống Hoa Kỳ Donald Trump tuyên bố rằng một thảm họa lớn đang tồn tại ở Samoa thuộc Mỹ, đáp lại yêu cầu trợ giúp từ Thống đốc Lolo Matalasi Moliga vào ngày 13 tháng 4. Tuyên bố này làm cho lãnh thổ đủ điều kiện nhận được sự hỗ trợ của liên bang để chống lại sự lây lan của virus corona. Cơ quan Quản lý Khẩn cấp Liên bang Hoa Kỳ đã bổ nhiệm quản trị viên Khu vực 9 Robert Fenton Junior làm cán bộ điều phối cho bất kỳ hoạt động phục hồi liên bang nào ở Samoa thuộc Mỹ.

### Tháng 5 năm 2020
Tính đến ngày 6 tháng 5, vùng lãnh thổ không có trường hợp nào.

### Tháng 11 năm 2020
Vào ngày 9 tháng 11, Samoa thuộc Mỹ đã báo cáo 3 trường hợp đầu tiên, đó là các thuyền viên trên tàu container Fesco Askold. Điều này đánh dấu sự lan rộng của COVID-19 đến mọi lãnh thổ Hoa Kỳ có người sinh sống; căn bệnh này trước đó đã được xác nhận là đã lây lan sang tất cả 50 tiểu bang và quận đặc biệt Columbia.
Vào ngày 18 tháng 11, Bộ Y tế, Cục Quản lý cảng và chủ sở hữu Fesco Askold đã đạt được thỏa thuận cho phép các công nhân bốc xếp tại địa phương hạ tải và xếp các container từ tàu container. Theo Đài phát thanh New Zealand, Fesco Askold dự kiến rời Samoa thuộc Mỹ vào ngày 19 tháng 11.

### Tháng 12 năm 2020
Vào ngày 21 tháng 12, Samoa thuôcj bắt đầu tiêm chủng COVID-19 cho các nhân viên y tế và những người tuyến đầu bằng vắc-xin Pfizer. Cùng ngày, một trường hợp khác được thông báo là một thuyền viên trên tàu container Coral Islander có kết quả xét nghiệm dương tính.

### Tháng 3 năm 2021
Đến ngày 6 tháng 3 năm 2021, gần 24.000 vắc xin COVID-19 đã được sử dụng trong lãnh thổ. Theo Tiến sĩ Aifili John Tufa của Bộ Y tế, con số này chiếm khoảng 42% dân số của Samoa thuộc Mỹ.

### Tháng 4 năm 2021
Vào ngày 18 tháng 4 năm 2021, Thống đốc Lemanu Peleti Mauga đã thông báo về một trường hợp dương tính trong khi cách ly đối với một người đàn ông hồi hương từ Hawaii.